# نادي بياترا نيامتس
نادي بياترا نيامتس (بالرومانية:Fotbal Club Ceahlăul Piatra Neamţ) نادي كرة قدم روماني، وهو نادي مدينة بياترا نيامتس برومانيا.